# Abrevadero
Abrevadero är en ort i Mexiko.   Den ligger i kommunen San Andrés Tuxtla och delstaten Veracruz, i den sydöstra delen av landet, 400 km öster om huvudstaden Mexico City. Abrevadero ligger 70 meter över havet och antalet invånare är 1 425.
Terrängen runt Abrevadero är kuperad åt nordost, men åt sydväst är den platt. Runt Abrevadero är det ganska glesbefolkat, med 47 invånare per kvadratkilometer. Närmaste större samhälle är San Andres Tuxtla, 18,5 km norr om Abrevadero. Omgivningarna runt Abrevadero är en mosaik av jordbruksmark och naturlig växtlighet.